# Michel Silvestre Brayer
Michel Silvestre Brayer, né le 31 décembre 1769 à Douai dans le Nord et mort le 28 novembre 1840 à Paris,, est un général français de la Révolution et de l’Empire.

## Biographie

### Guerres révolutionnaires
Soldat au régiment suisse de Reinhart le 20 avril 1782, il passe adjudant-major le 23 décembre 1793 dans le 3e bataillon de volontaires du Puy-de-Dôme, devenu 86e demi-brigade, puis 103e d'infanterie de ligne. Il fait les campagnes de 1792 à l'an IX aux armées des Ardennes, de la Moselle, d'Helvétie, du Danube et du Rhin. Il reçoit son brevet de capitaine de grenadiers le 26 brumaire an II. Après s'être distingué aux affaires d'Emeding, en Brisgau, en l'an V, de Reichenau, le 16 ventôse an VII (6 mars 1799), et à plusieurs autres, le premier Consul le nomme chef de bataillon à la 103e demi-brigade, le 12 thermidor an VIII (31 juillet 1800). Le 18 germinal an XI (8 avril 1803), Ney, alors général en chef et ministre plénipotentiaire en Helvétie, lui fait décerner un sabre d'honneur, accompagné d'un certificat conçu dans les termes les plus honorables, surtout à propos de sa conduite à la bataille de Hohenlinden.

### Guerres napoléoniennes
Brayer est nommé major du 9e régiment d'infanterie de ligne, le 30 frimaire an XIII (21 décembre 1804), et membre de la Légion d'honneur en germinal suivant. Il fait les campagnes de l'an XIV en Autriche comme commandant de la 2e demi-brigade d'élite (58e et 81e de ligne), division de grenadiers d'Oudinot, du IIIe corps de la Grande Armée. Au combat d'Hollabrunn, il disperse l'aile gauche de l'arrière-garde des Russes et leur prend 800 hommes à la bataille d'Austerlitz, et il fait capituler 8 000 Russes engagés dans un défilé. Après la bataille, l'Empereur le nomme colonel du 2e régiment d'infanterie légère. Commandant l'avant-garde du maréchal Lefebvre en 1806 et 1807, il se distingue au siège de Dantzig et à la prise de l'île de Nehrung, où il reçoit la croix d'officier de la Légion d'honneur. Il contribue également au succès de la bataille d'Heilsberg et est grièvement blessé à la bataille de Friedland.
Passé à la 1re division du IIe corps de l'armée d'Espagne en 1808, il se signale à la bataille de Burgos et est nommé commandeur de la Légion d'honneur deux jours après. Le 19 novembre, à San Vicente, il renverse les Espagnols et fait beaucoup de victimes et plus de 1 000 prisonniers dans leurs rangs.
Général de brigade le 26 mars 1809, il contribue puissamment à la prise du camp retranché sous les murs d'Oporto, se distingue à la bataille d'Ocaña et à tous les combats qui ont lieu dans la Sierra Morena. À la tête de deux régiments, il enlève la position de Pêna-Peras, regardée comme la clef de l'Andalousie. Le 15 août 1811, il est créé baron de l'Empire avec une dotation de 6 000 francs. Chargé de se réunir au IIe corps en position devant Mérida, il traverse avec cinq bataillons d'infanterie et deux régiments de cavalerie les plaines de l'Estramadure en présence de 15 000 hommes, commandés par La Romana. Le 5 août, au combat de Villagarcia, il charge à la baïonnette 5 000 Espagnols, s'empare du plateau qu'ils défendent et décide le succès de cette journée.
Après la bataille de Gebora et la prise de Badajoz, il est proposé pour une augmentation de dotation de 2 000 francs en récompense de sa conduite à la bataille d'Albuera, où il prend et reprend à la baïonnette une position tenue par les Anglais. Obligé de céder au nombre, il commence une troisième attaque quand une balle lui fracture la jambe gauche. Il marche encore avec des béquilles lorsque le 3 avril 1813, il va rejoindre l'armée. Le 25 mai, au combat de Buntzlau, il rétablit un pont, le passe sous le feu de l'ennemi qu'il force à mettre bas les armes. Général de division après la bataille de Dresde où il est blessé, il se trouve aux différents combats qui se livrent devant Leipzig. Dans la bataille du 19 octobre, un boulet tue son cheval et le blesse à la cuisse. En 1814, il fait partie du corps d'armée du duc de Tarente (maréchal Macdonald), et se distingue particulièrement le 4 février à Châlons, le 9 février à la Ferté-sous-Jouarre, à la bataille de Montmirail le 11 février, à Bar-sur-Seine. Mis en non-activité après l'abdication de l'Empereur, une ordonnance royale du 8 juillet 1814 le fait chevalier de Saint-Louis. À l'entrée de Napoléon Ier à Lyon, le 10 mars 1815, il commande cette place, et il en part le lendemain avec la division et passe le 22 mars la revue de l'Empereur sur la place du Carrousel. Commandant d'une des divisions de la Jeune Garde, il se rend le 18 mai à Angers avec deux régiments, et sa conduite, dans cette ville est à la fois ferme et prudente. Créé chambellan de l'Empereur, gouverneur de Versailles et de Trianon, pair de France et comte de l'Empire avec dotation de 4 000 francs, il prend une part active aux opérations du général Lamarque dans la Vendée.

### Du Chili à la Chambre des pairs

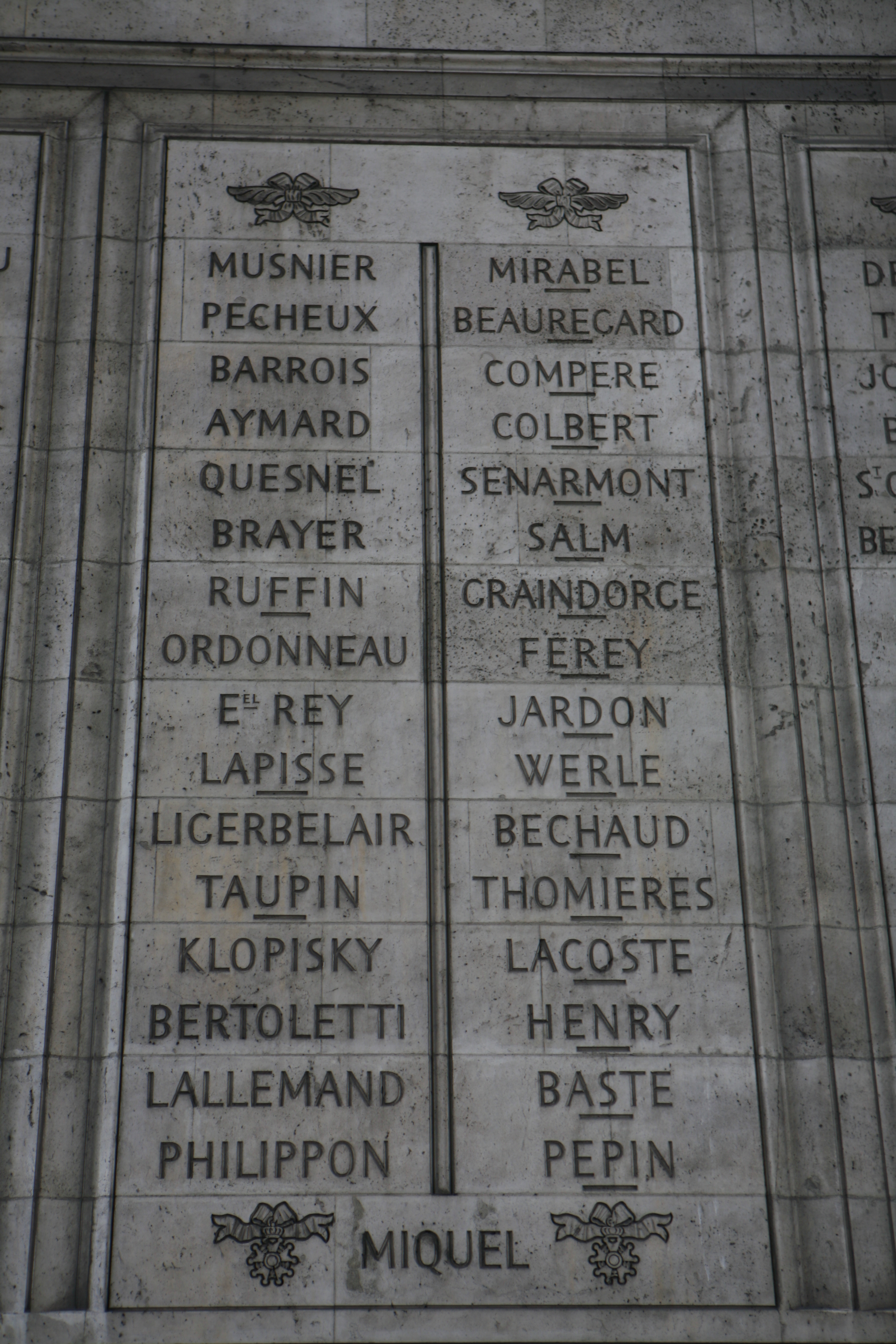
Noms gravés sous l'arc de triomphe de l'Étoile : pilier Ouest, 37e et.

Au second retour de Louis XVIII, il est compris dans l'article Ier de l'ordonnance du 24 juillet 1815 et est condamné à mort par contumace le 18 septembre 1816. Le général Brayer, réfugié en Prusse, puis aux États-Unis, va prendre du service à Buenos Aires. Parti de Baltimore avec le général Carrera, il commande en 1818 l'armée des indépendants dans le Chili. Les intrigues d'un cabinet étranger le forcent à quitter ce pays. De retour dans sa patrie en 1821, le général Brayer rentre dans tous ses droits, titres, grades et honneurs, et il est admis à la retraite le 1er janvier 1829. Il est rappelé à l'activité le 4 août 1830, et nommé commandant de la 5e division militaire à Strasbourg. Grand officier de la Légion d'honneur en 1830 et pair de France en 1832, il remplit les fonctions d'inspecteur général de l'infanterie en 1833, 1834, et 1835. Lorsqu'il quitte Strasbourg, les habitants lui décernent une épée d'honneur. Admis dans le cadre de vétérance le 30 septembre 1835, il reçoit la grand-croix de la Légion d'honneur le 15 février 1836, et est mis en non-activité. Son nom figure sur la partie ouest de l'arc de triomphe de l'Étoile. Le général Brayer a été compris dans le testament de Napoléon pour une somme de cent mille francs.

## Armoiries
| Figure | Blasonnement |
|        | Armes du baron Brayer et de l'Empire (décret du 19 mars 1808, lettres patentes du 9 mars 1810 (Paris)) Écartelé au premier de sable au chevron d'argent alaisé, accompagné de trois besans du même; au deuxième des barons tirés de l'armée; au troisième de pourpre au serpent en cercle se mordant la queue d'or, au quatrième d'azur à la faucille d'argent, le tout soutenu d'une champagne de gueules, chargée d'un pont de huit arches d'argent sommé d'un renard passant du même., Livrées : les couleurs de l'écu. |